# Piotrówek (Wrocław)
Pour les articles homonymes, voir Piotrówek.
Piotrówek est une localité polonaise de la gmina de Jordanów Śląski, située dans le powiat de Wrocław en voïvodie de Basse-Silésie.

## Histoire
De 1742 à 1945, Petersdorf fait partie de l'arrondissement de Nimptsch puis à partir de 1932, de l'arrondissement de Reichenbach dans le district de Breslau au sein de la province de Silésie.